# Francesco III van Carrara
Francesco III (Padua, 28 juni 1377 – Venetië, 19 januari 1406) was een condottiero van de stadstaat Padua. Hij maakte de annexatie mee van Padua door de Venetianen en dus de ondergang van de laatste heerser, zijn vader Francesco II van Carrara, heer van Padua.

## Naam

Wapenschild van het Huis da Carrara

Francesco III was de derde op rij in de familie Da Carrara met deze naam. Hij heerste evenwel niet over de stadstaat Padua.

## Levensloop

### Stadstaat Padua
Francesco III was de oudste zoon van Francesco II, bijgenaamd Il Novello of de Jongere, en Taddea d’Este. In 1388 stormden de troepen van Milaan, onder leiding van Gian Galeazzi Visconti, doorheen de stadstaat Padua. Zijn grootvader, Francesco I van Carrara, heerser van Padua, werd weggevoerd richting Milaan. De jonge Francesco III volgde zijn vader en moeder in ballingschap in Pavia en Milaan (1388). In 1389 kon de familie ontsnappen aan de controle van Visconti en haar toevlucht nemen tot Milaans vijand, het hertogdom Toscane. In 1390 nam zijn vader de troon van Padua in, als heer van Padua. Dit kon enkel met steun van Toscane en van de republiek Venetië, die tot dan toe Milaan steunde. Francesco III, de nieuwe troonopvolger, keerde eveneens naar Padua terug (1390).
Condottiero Francesco III bood eerst zijn militaire diensten aan aan het leger van Visconti van Milaan. Zijn vader dwong hem de zijde van de stadstaat Padua te kiezen tegen Milaan. Francesco III huwde in 1397 Alda Gonzaga, dochter van de heer van Mantua Francesco I Gonzaga en zijn eerste vrouw Agnese Visconti. Ten gevolge van dit huwelijk bood Padua hulptroepen aan Mantua, wanneer Mantua zich bedreigd voelde door Milaan.
De grootste veldslag van Francesco III, ten voordele van Padua, vond plaats in 1402. Op 26 juni 1402 vocht hij aan de zijde van Toscane en Bologna tegen Milaan en de Milanese bondgenoten: dit was de Slag van Casalecchio, nabij Bologna. Francesco’s jongere broer Giacomo vocht mee met hem. Visconti van Milaan en zijn coalitie triomfeerden evenwel. De broers Francesco III en Giacomo werden gearresteerd en naar Parma overgebracht. Francesco III ontsnapte eerst (juli 1402) en vervolgens kon zijn broer Giacomo ontsnappen (november 1402). Francesco III was meer dan ooit overtuigd dat zijn toekomst in Padua lag, en dit in oorlogen tegen Milanese bondgenoten. Dit gold eens te meer na de dood van Gian Galeazzo Visconti in 1404. 
Zijn vader Francesco II trok op naar Verona, hoofdstad van de gelijknamige stadstaat en buurland (1404). Gelijktijdig trok Francesco III naar Vicenza, een stad onder Veronees bestuur. De Veronezen riepen de hulp in van de machtige buur, de republiek Venetië (1404). De Veronese steden verkeerden immers in politieke chaos. De Venetianen veroverden zowel de stadstaat Verona als Padua (1405). Francesco II werd afgezet door de annexatie van Padua door de Venetianen. Hiermee hield de bijna een eeuw oude regerende dynastie Da Carrara op te bestaan. Padua werd een Venetiaans district.

### Padua als deel van de republiek Venetië

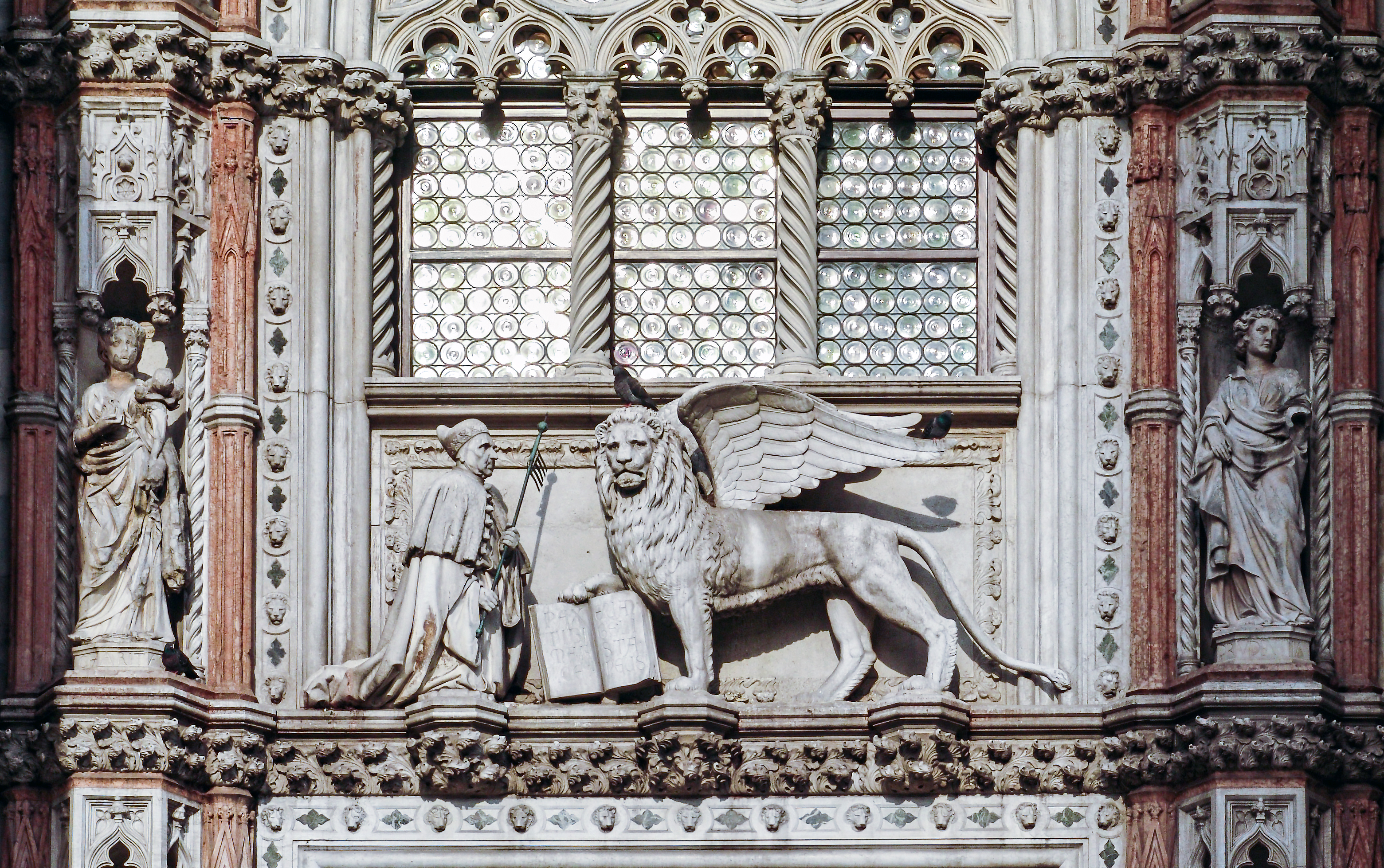
Detail, dogepaleis Venetië

De Venetianen sloten Francesco II met zonen Francesco III en Giacomo op in de gevangenis in de hoofdstad Venetië. Francesco’s III halfbroer, bisschop Stephanus van Padua, kwam snel vrij. De Senaat van Venetië discuteerde lang over hun lot. Sommige senatoren pleitten voor een ballingschap naar een verre Venetiaanse kolonie zoals Kreta of Cyprus, anderen waren voor levenslange gevangenisstraf. Op een dag waren de Venetianen ontzet omdat senaatsverslagen terug te vinden waren in de cel van Francesco II. De doge van Venetië vreesde een coup vanuit Padua. Daarom besliste de Raad van Tien om de drie familieleden Da Carrara te wurgen. De beulen wurgden Francesco II op 17 januari 1406, Giacomo op 20 januari 1406 en Francesco III op 22 januari 1406.
Francesco’s III echtgenote Alda was al in 1405 overleden aan de pest. Hijzelf had minstens twee natuurlijke kinderen: Stilio en Gionata. Dezen vluchtten naar een oude bondgenoot van Padua: Toscane. In Toscane leefden de jongste broers van Francesco III in ballingschap: Ubertino en Marsilio Da Carrara. Deze laatste familieleden van het Huis Da Carrara stierven allen in Toscane. Hun politieke rol was uitgespeeld.